# Nikolai Saltîkov
Contele, apoi prințul Nikolai Ivanovici Saltîkov (în rusă Николай Иванович Салтыков, n. 31 octombrie 1736, Sankt Petersburg, Imperiul Rus – d. 24 mai/5 iunie 1816, Sankt Petersburg, Imperiul Rus), membru al familiei nobiliare Saltîkov, a fost un curtean imperial și feldmareșal rus, cunoscut în calitate de preceptor al viitorului țar Pavel I al Rusiei și al celor doi fii ai acestuia, Constantin și Alexandru.
El a fost comandantul Armatei Ruse în calitate de președinte al Colegiului Militar în perioada 1791-1802. A fost, de asemenea, conducătorul de facto (locotenent al marelui maestru) al Ordinului Suveran al Cavalerilor de Malta între 1801 și 1803.

## Biografie
Părinții săi erau generalul Ivan Alexeevici Saltîkov (el însuși nepot al împărătesei Ana I a Rusiei) și contesa Anastasia Petrovna Tolstoi. Și-a început cariera militară în Regimentul de gardă Semionovski, participând în 1748, alături de tatăl său, la înaintarea armatei ruse către Rin. În cursul Războiului de Șapte Ani s-a distins în mai multe bătălii împotriva forțelor prusace. După victoria de la Kunersdorf (12 august 1759) asupra trupelor regelui Frederic al II-lea al Prusiei, Nikolai Saltîkov a fost trimis la Sankt Petersburg pentru a-i transmite comandantului șef vestea victoriei și pentru acel serviciu a fost avansat la gradul de colonel.
În 1761 a participat, sub comanda feldmareșalului Piotr Rumianțev, la asediul orașului Kolberg. După ce a fost avansat de către împăratul Petru al III-lea al Rusiei la gradul de general-maior, Saltîkov a primit în 1763 comanda trupelor rusești (un detașament format din trei regimente de infanterie și unul de cavalerie) staționate în Polonia. În anii următori, trupele rusești conduse de Saltîkov au pătruns de mai multe ori în Polonia. Saltîkov a fost decorat în 1766 cu Ordinul „Sf. Ana” și a fost avansat în 1768 la gradul de general-locotenent.
El a luat parte apoi la Războiul Ruso-Turc (1768–1774). În 1769 a susținut atacul comandat de prințul Aleksandr Golițîn asupra cetății Hotin, unde trupele ruse au pătruns în ziua de 10 septembrie. Pentru succesul obținut în aceste bătălii a fost decorat cu Ordinului Sf. Alexandru Nevski, dar din cauza unor probleme de sănătate a fost nevoit să abandoneze campania pentru a călători în străinătate în căutarea unei vindecări. În perioada următoare a călătorit trei ani în Europa, vizitând cu acest prilej Berlinul și Parisul. După ce s-a întors în Rusia, Ecaterina a II-a l-a numit vicepreședinte al Consiliului Militar al Rusiei și, simultan, hofmeister al curții imperiale. A devenit preceptor al marelui duce Pavel, cu care a vizitat din nou Berlinul în 1776, cu ocazia logodnei marelui duce Pavel cu ducesa Sophie Dorothea de Württemberg, și l-a însoțit pe moștenitorul tronului Rusiei într-o călătorie prin Europa în 1781 și 1782.
La 24 noiembrie 1782 Ecaterina cea Mare l-a decorat pe Saltîkov cu Ordinul Sfântului Andrei și l-a numit senator și membru al Consiliului Imperial. În martie 1784 împărăteasa l-a făcut perceptor al nepoților ei, Alexandru (viitorul Alexandru I al Rusiei) și Constantin. La 24 mai 1788 a fost decorat cu Marea Cruce a Ordinului Sf. Vladimir. În 1790, în timpul celebrării păcii cu Suedia, Saltîkov a primit titlul de conte al Imperiului Rus și i s-au acordat 5.000 de iobagi de pe teritoriile poloneze ocupate de Rusia și o pensie anuală de 25.000 de ruble. La moartea prințului Grigori Potiomkin în 1791, generalul Nikolai Saltîkov a fost numit președinte interimar al Colegiului Militar (instituție care a precedat Ministerul de Război). După urcarea pe tron a marelui duce Pavel, Saltîkov a fost avansat la gradul de feldmareșal pe 8 noiembrie 1796 și a fost numit definitiv ca președinte al Consiliului Militar. În 1799 împăratul Pavel I l-a decorat cu Ordinul Sf. Ioan al Ierusalimului. În semn de respect, împăratul Alexandru I i-a oferit lui Saltîkov în 1801, în ziua încoronării sale, portretul său decorat cu diamante.
La începutul Războaielor Napoleoniene, Saltîkov a fost însărcinat cu întocmirea rapoartelor militare. Între anii 1812 și 1816 feldmareșalul Nikolai Saltîkov a îndeplinit funcția de președinte al Consiliului de Stat al Imperiului Rus, iar în perioada martie - septembrie 1812 a fost președinte al Comitetului de Miniștri al Imperiului Rus. În timpul campaniilor din străinătate ale Armatei Ruse din 1813-1814, când Alexandru I s-a aflat pe front în calitate de comandant militar suprem, Saltîkov a fost de fapt regent al Rusiei. La 30 august 1814, după întoarcerea împăratului Alexandru la Sankt Petersburg, Saltîkov a fost ridicat la rangul de prinț al Imperiului Rus, cu titlul de Alteță. De asemenea, a fost numit locotenent al marelui maestru al Ordinului de Malta din 1801 până în 1803 în numele împăratului Alexandru, care fusese ales mare maestru, dar nu și-a putut exercita atribuțiile oficiale.
Prințul Saltîkov și familia sa au locuit într-un palat în stil neoclasic de la intersecția străzii Millionnaia cu Cheiul Palatului din Sankt Petersburg. A fost îngropat lângă soția sa, în satul Sneghiriovo din uezdul Iurievski din gubernia Vladimir, sub altarul Bisericii „Sfânta Cruce”. Nepotul său, diplomatul Alexei Saltîkov, a devenit cunoscut pentru călătoriile sale în India și Persia.

## Legături externe
- ru  Николай Иванович Салтыков (Nikolai Saltykov)

| Predecesor: Pavel I al Rusiei de facto  | Mare maestru al Ordinului Suveran al Cavalerilor de Malta 1801–1803 Locotenent de facto | Succesor: Giovanni Battista Tommasi |
| Predecesor: Nikolai Petrovici Rumianțev | Președinte al Comitetului de Miniștri al Imperiului Rus martie - septembrie 1812        | Succesor: Piotr Vasilievici Lopuhin |